# 金井繁行
金井 繁行（かない しげゆき、1958年1月30日 - ）は、日本の実業家・稲作篤農家。農業生産法人株式会社金井農園代表取締役。沼田市農業委員会会長。群馬県北毛地域はテロワール（生育環境）が魚沼・飯山と共に世界一の良食味米地帯（ゴールデン・トライアングル）を形成しているため、食味値向上と特Aランクによる地域ブランド化に尽力している。

## 人物
1958年1月30日、群馬県利根郡白沢村上古語父（かみここぶ）の戦国時代真田家家臣から続く農家の6代目に生まれる。慶應義塾大学法学部を卒業。1984年、ユニコン賞を受賞。2011年12月28日、農業生産法人株式会社金井農園を設立。2015年11月23日、第17回米・食味分析鑑定コンクール：国際大会で金賞を受賞。11月28日、第12回お米日本一コンテストinしずおか（米コン2016）で金賞を受賞（トップ30）。2016年10月20日、第3回すし米コンテスト国際大会で「特Aランク賞」を受賞。12月4日、第18回米・食味分析鑑定コンクール：国際大会で特別優秀賞を受賞、息子の金井慶行も栽培別部門（若手農業経営者）で特別優秀賞を受賞。12月5日、第13回お米日本一コンテストinしずおか（米コン2016）で金賞を受賞（トップ30）。2017年11月16日、お米番付2017に入選。

## 出演番組
- news every（2016年6月13日）[17]
- 毎日メディアカフェ（2016年11月8日）[18]
- ZIP!（2017年6月14日）[19]